# Paseo de Maragall
El paseo de Maragall, está ubicado en el distrito barcelonés de Horta-Guinardó. Tiene unos tres kilómetros de longitud. Se inauguró en el año 1915 y fue dedicado a Joan Maragall (1860-1911), escritor y poeta, miembro fundador de la Sección Filológica del Instituto de Estudios Catalanes.